# Stina Dahlgren
Stina Dahlgren (1978) è un'ex sciatrice alpina svedese.

## Biografia
Sciatrice polivalente, la Dahlgren gareggiò in circuiti minori (gare FIS, campionati nazionali) negli anni 1990; si ritirò durante la stagione 1998-1999 e la sua ultima gara fu uno slalom speciale universitario disputato il 13 febbraio a Crested Butte. Non esordì in Coppa del Mondo o in Coppa Europa né prese parte a rassegne olimpiche o iridate.

## Palmarès

### Campionati svedesi
- 1 medaglia (dati parziali):
  - 1 bronzo (discesa libera nel 1997)